# Quản trị tài chính
Quản trị tài chính là một môn khoa học quản trị nghiên cứu các mối quan hệ tài chính phát sinh trong quá trình sản xuất và kinh doanh của một doanh nghiệp hay một tổ chức. Nói một cách khác, quản trị tài chính là quản trị nguồn vốn (bao gồm vốn tiền mặt, vốn, tài sản và các quan hệ tài chính phát sinh như: khoản phải thu - khoản phải trả), nhằm tối đa hóa lợi nhuận của doanh nghiệp.
Các nhà quản trị tài chính sẽ ra các quyết định về các loại tài sản của doanh nghiệp, tài trợ các loại tài sản đó như thế nào, doanh nghiệp sẽ quản lý các nguồn tài sản của nó ra sao. Nếu như công việc này được thực hiện một cách tối ưu, giá trị doanh nghiệp có thể đạt lớn nhất, khi đó tài sản của các cổ đông cũng đạt lớn nhất.

## Tầm quan trọng
Quản trị tài chính có một tầm quan trọng rất lớn đối với mỗi doanh nghiệp hoặc tổ chức vì:
- Quyết định sự tồn tại và phát triển của một tổ chức.
- Kiểm soát trực tiếp mọi hoạt động sản xuất kinh doanh của doanh nghiệp hay tổ chức đó.

## Vai trò

### Lập dự án kế hoạch tài chính
Nhà quản trị tài chính cần hợp tác với nhà quản trị khác lên kế hoạch và dự toán chi phí cho các tình huống tương lai của doanh nghiệp

### Quyết định đầu tư và tài trợ
Một doanh nghiệp thành công thường tăng doanh thu nhanh chóng do vậy nó đòi hỏi phải đầu tư thêm vào loại tài sản cố định, thiết bị máy móc nguồn dự trữ. Nhà quản trị tài chính phải giúp xác định tỷ lệ lương bán tăng tối ưu, quyết định của các loại tài sản có đặc biệt và phương pháp tài trợ tốt nhất cho đầu tư. Chẳng hạn, doanh nghiệp sẽ tài trợ đầu tư bằng vốn cổ phần hay vốn vay. Nếu chọn hình thức tài trợ bằng vốn vay, thì vốn vay dài hạn hay ngắn hạn, thời hạn vay và lãi suất như thế nào.

### Kiểm soát mọi hoạt động
Nhà quản trị tài chính phải hợp tác với các nhà quản trị khác trong doanh nghiệp bảo đảm hoạt động của doanh nghiệp có hiệu quả. Mọi kết quả kinh doanh đều có liên quan đến vấn đề tài chính và nó cần phải được đưa vào tính toán cho đầy đủ.
Thí dụ: Quyết định marketing ảnh hưởng đến tăng doanh thu, và ngược lại nó sẽ ảnh hưởng đến nhu cầu vốn đầu tư. Thực tế, các quyết định marketing cầu đưa vào tính toán ảnh hưởng của các hoạt động marketing như thế nào cũng như các yếu tố về vốn,chính sách dự trữ và thực hiện kế hoạch sản xuất của doanh nghiệp

## Quan hệ thị trường vốn
Nhà quản trị tài chính phải có mối quan hệ mật thiết với thị trường tiền tệ và thị trường vốn. Vì mỗi doanh nghiệp đều góp phần làm ảnh hưởng bởi thị trường tài chính chung, nơi có thể tìm kiếm được nguồn vốn, nơi mà cổ phiếu của công ty đang được mua bán và nơi mà các nhà đầu tư có thể tìm kiếm được cơ hội đầu tư.